# Marat Izmáylov
Marat Náilevich Izmáylov (en ruso: Мара́т Наи́левич Изма́йлов, en tártaro: Марат Наил улы Измаилев; Moscú, Unión Soviética, 21 de septiembre de 1982) es un exfutbolista ruso de origen tártaro. Jugaba de centrocampista, específicamente de mediapunta o interior.

## Trayectoria

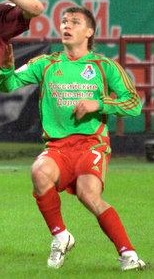
Marat Izmáylov jugando para Lokomotiv Moscú.

Su primer club fue el Lokomotiv de Moscú, con el que debutó en 2001. Jugó 141 partidos, anotando 21 goles. Con los moscovitas ganó dos Ligas y dos Supercopas. En 2007 fue cedido al Sporting Clube de Portugal, equipo con el que obtuvo la Supercopa de Portugal, marcando el gol del triunfo ante el F.C. Porto. En 2014 ha estado cedido unos meses en el FK Qäbälä de Azerbaiyán para militar actualmente, igualmente en calidad de cedido, en el FC Krasnodar.

## Selección nacional
Ha sido internacional con la selección de Rusia, jugando su primer partido en 2001, con 18 años. Formó parte de los planteles que participaron en el Mundial de 2002 y en la Eurocopa 2004.

### Participaciones en Copas del Mundo
| Mundial                        | Sede                | Resultado    |
| ------------------------------ | ------------------- | ------------ |
| Copa Mundial de Fútbol de 2002 | Corea del Sur/Japón | Primera fase |

## Clubes
| Club                       | País       | Año       |
| -------------------------- | ---------- | --------- |
| Lokomotiv de Moscú         | Rusia      | 2001-2007 |
| Sporting Clube de Portugal | Portugal   | 2007-2012 |
| F.C. Porto                 | Portugal   | 2013-2015 |
| FK Qäbälä (Cedido)         | Azerbaiyán | 2014      |
| FC Krasnodar (Cedido)      | Rusia      | 2014-2015 |
| FC Krasnodar               | Rusia      | 2016-2017 |
| FC Ararat Moscú            | Rusia      | 2017      |

## Palmarés

### Campeonatos nacionales
| Título       | Club                       | País     | Año  |
| ------------ | -------------------------- | -------- | ---- |
| Liga Premier | Lokomotiv de Moscú         | Rusia    | 2002 |
| Supercopa    | Lokomotiv de Moscú         | Rusia    | 2003 |
| Liga Premier | Lokomotiv de Moscú         | Rusia    | 2004 |
| Supercopa    | Lokomotiv de Moscú         | Rusia    | 2005 |
| Supercopa    | Sporting Clube de Portugal | Portugal | 2007 |

### Copas internacionales
| Título         | Club               | Año  |
| -------------- | ------------------ | ---- |
| Copa de la CIS | Lokomotiv de Moscú | 2005 |

(*) Incluyendo la selección